# Gillberg
Duane Gill, meglio conosciuto con il ring name Gillberg (Glen Burnie, 10 luglio 1961), è un ex wrestler statunitense, noto per i suoi trascorsi nella World Wrestling Federation tra il 1992 e il 1994 e, di nuovo, tra il 1998 e il 2000.
In WWF ha vinto una volta il Light Heavyweight Championship e il suo regno, durato 448 giorni (dal 17 novembre 1998 all'8 febbraio 2000), è il più lungo nella storia del titolo.

## Carriera

### Circuito indipendente (1990–1992; 1994–1998)
Gill fece il suo debutto nelle federazioni indipendenti americane come parte di un tag team mascherato con Barry Hardy, con Hardy che interpretava Agony e Gill che interpretava Pain. Il 2 agosto del 1991 sconfissero Cream Team (Dino Casanova e Rip Sawyer) diventando i primi Tag Team Champions della Mid-Eastern Wrestling Federation. The Lords parteciparono a due dei tre 40-man battle royals tenute nel 1992.

### World Wrestling Federation (1991–1994)
La seconda battaglia reale ebbe luogo due mesi dopo. The Lord divennero la seconda versione dei The Executioners e presero parte a una 40-man battle royal vinto da Tatanka. Poi lottarono alla World Wrestling Federation, nel roster di Raw contro altri tag team. I The Executioners si divisero all'inizio del 1994 e Hardy lasciò la società il 18 aprile. Poi Gill cominciò a lottare con il suo vero nome prima di lasciare anche lui la federazione.

### Ritorno in WWF (1998–2000)

#### J.O.B. Squad e Light Heavyweight Champion (1998–2000)
Nel 1998, Gill ritornò nella World Wrestling Federation a Survivor Series come l'avversario misterioso di Mankind. Vince McMahon apparentemente facilitò la vittoria di Mankind in un torneo per il vacante titolo WWF. Quando Gill fece il suo ingresso, McMahon disse che egli (Gill) avevo un record di vittorie/ sconfitte che nessun altro wrestler poteva eguagliare. Anche se la dichiarazione fece pensare che Vince McMahon stava dicendo che Gill aveva vinto molte più partite rispetto a quelle perse, in verità voleva dire l'esatto contrario, e Gill perse il match. In seguito si unì alla The J.O.B. Squad, con Al Snow, Scorpio, e Bob Holly.
Durante questo periodo, Gill divenne abbastanza famoso quando Marc Mero sfidò Gill e dichiarò a tutto il mondo che se avesse perso si sarebbe ritirato dal mondo del wrestling. Gill vinse il match con qualche aiuto dalla J.O.B. Squad e Mero lasciò la WWF, anche se non andò veramente in pensione, come promesso.
Il 17 novembre del 1998, Gill vinse il WWF Light Heavyweight Championship dopo aver battuto Christian a Raw is War. Poco dopo, Gill cambiò gimmick e ring name in "Gillberg", una parodia di Goldberg, che lottava nella rivale World Championship Wrestling. Quando divenne Gillberg, il piano originale dei bookers era di fargli perdere 173 match consecutivi, parodiando la striscia vincente di Goldberg di 173 match. Il carattere di Gillberg era molto simile a numerosi altri aspetti del carattere di Goldberg, come ad esempio il suo ingresso accompagnato dal suono pre-registrato di una folla cantando "Gillberg" (che era un'allusione al presunto uso della WCW di canti pre-registrati nell'ingresso di Goldberg). Gill alla Royal Rumble del 1999, ma fu subito eliminato da Edge. L'unica vittoria di Gill come Gillberg avvenne l'8 febbraio 1999 nell'edizione di Raw is War, quando sconfisse Goldust grazie all'aiuto dell' ex membro della J.O.B. Squad, The Blue Meanie, che in quel periodo aveva un feud con Goldust. Gill difendeva molto raramente il suo titolo. Dopo essere stato fuori dagli show della WWF per diversi mesi, Gill ritornò il 13 febbraio 2000 nella puntata di Sunday Night Heat per fare l'ultimo match nella WWF perdendo il titolo al debutto di Essa Ríos. Dopo aver perso il titolo, il regno di Gill finì dopo 15 mesi, facendo di lui il più lungo Light Heavyweight Champion nella storia della WWF. Dopo aver lasciato la federazione di Stamford, Gill continuò ad utilizzare il nome Gillberg nei circuiti indipendenti, soprattutto nella Maryland Championship Wrestling.

#### Apparizioni sporadiche in WWE (2003–2017, 2021)
Nel 2016 Gill è tornato in WWE, dove ha fatto una breve apparizione al The Edge and Christian Show. Gillberg ha fatto un'apparizione a sorpresa nella puntata di Raw del 13 febbraio 2017, arrivando sul ring al posto di Goldberg prima di venire attaccato da Kevin Owens.
Nella puntata di Raw del 18 gennaio 2021 Gillberg ha fatto un'apparizione durante il Miz TV per avere un "confronto" con un sosia di Drew McIntyre davanti a John Morrison e The Miz.

### Circuito indipendente e ritiro (2018–2020)
Il 28 febbraio 2018 Gillberg ha vinto l'IWC High Stakes Championship prima di venir sfidato da James Ellsworth, venendo sconfitto il 17 marzo. Il 1º aprile Gillberg ed Ellsworth hanno fatto coppia vincendo l'ACW Tag Team Championship.
Il 28 febbraio 2020 Gillberg ha combattuto il suo ultimo match durante uno show dell'Adrenaline Wrestling prima di ritirarsi ufficialmente.

### Ritorno in WWE (2021)
Nella puntata di Raw del 18 gennaio 2021 Gillberg fa un'apparizione in WWE dove, con un'imitazione comica di Goldberg, ha un confronto con un finto Drew McIntyre.

## Nel wrestling

### Mosse finali
- Jackhammer (Vertical suplex follow powerslam) – parodiata da Goldberg con la differenza che è Gillberg a venire schienato
- Spear – parodiata da Goldberg in maniera comica

### Musiche d'ingresso
- Invasion di Christian Poulet e Jean-Yves Rigo (1998–2021; usata come parodia di Goldberg)

## Titoli e riconoscimenti
- Adrenaline Championship Wrestling
  - ACW Tag Team Championship (1) – con James Ellsworth
- Atlantic States Wrestling Alliance
  - ASWA Tag Team Championship (2) – con Agony
- East Coast Pro Wrestling
  - ECPW Tag Team Championship (1) – con Executioner #2
- Eastern Wrestling Federation
  - EWF Tag Team Championship (1) – con Agony
- Maryland Championship Wrestling
  - MCW Hall of Fame (Classe del 2009)
- Mid-Eastern Wrestling Federation
  - MEWF Tag Team Championship (1) – con Agony
- NWA New Jersey
  - NWA New Jersey Junior Heavyweight Championship (1)
- Pro Wrestling Illustrated
  - 120º tra i 500 migliori wrestler singoli secondo PWI 500 (1999)
- World Wrestling Alliance
  - WWA World Tag Team Championship (5) – con Barry Hardy (3) e Wayne Gill (2)
- World Wrestling Federation
  - WWF Light Heavyweight Championship (1)
- Altri riconoscimenti
  - ASWA Tag Team Championship (1) – con Wayne Gill